# Avenida Cypress (línea Pelham)
Avenida Cypress es una estación en la línea Pelham del Metro de Nueva York de la División A del Interborough Rapid Transit Company. La estación se encuentra localizada en el barrio Mott Haven, Bronx y entre la Avenida Cypress y la Calle 138 Este. La estación es servida en varios horarios por diferentes trenes del servicio .